# Choma (Licia)
Choma (in greco antico: Χῶμα?) era un luogo all'interno dell'antica Licia, secondo Plinio il Vecchio posto sul fiume Aedesa. Tolomeo colloca Choma fra le quattro città della Milias e la situa vicino a Candyba. La città è identificabile con Hacımusalar nel distretto di Elmalı.

## Storia Ecclesiastica
Poiché si trovava nella provincia romana della Licia, il vescovato di Choma era suffraganeo della sede metropolitana di Myra, la capitale della provincia. I nomi di tre dei suoi vescovi sono conservati in documenti esistenti. Piozio fu presente al Primo Concilio di Costantinopoli nel 381. Eudosso fu al Concilio di Efeso nel 431 e al Concilio di Calcedonia nel 451 e si unì agli altri vescovi lici nel 458 firmando una lettera all'Imperatore bizantino Leone I il Trace riguardo all'omicidio di Proterio di Alessandria. Nicolaus era al Concilio di Costantinopoli indetto da Fozio di Costantinopoli nell'879.
Non più un vescovato residenziale, Choma è oggi considerata dalla Chiesa cattolica sede titolare.